# Ходзуми, Масако
Масако Ходзуми (род. 11 сентября 1986) — японская спортсменка-конькобежец, участница чемпионатов мира и Азии. Серебряная призёр Олимпийских игр 2010 года, 3-кратная чемпионка Азии в многоборье, бронзовая призёрка чемпионата мира, 2-кратная чемпионка Зимних Азиатских игр, 6-кратная чемпионка Японии.

## Биография
Масако Ходзуми родилась в городе Фукусима в одноимённой префектуре. Оба родителя тоже были родом из Фукусимы. В 2-летнем возрасте она переехала на Хоккайдо в город Титосе в связи с переводом отца на работу. С самого детства она любила шалить и играть на улице, а когда училась в начальной школе Хинодэ, то начала кататься на коньках на уроке физкультуры. В возрасте 13 лет стала профессионально заниматься конькобежным спортом. В марте 2002 года Масако окончила муниципальную среднюю школу Титосе Аоба, а в апреле того же года поступил в среднюю школу Томакомай при университете Комадзава.
В 2003 году она выиграла чемпионат Хоккайдо и стала участвовать на юниорском чемпионате Японии. В 2005 году заняла 2-е место в многоборье среди юниоров и дебютировала на юниорском чемпионате мира. В апреле 2005 года она присоединилась к компании "Daichi Co.,Ltd" в префектуре Тояма. В сезоне 2005/06 выиграла чемпионат Японии среди юниоров в многоборье и завоевала "бронзу" в командной гонке на чемпионате мира среди юниоров в Эрфурте.
В 2007 году Масако стала на чемпионате Японии бронзовым призёром в забеге на 3000 м и серебряным в многоборье, в январе дебютировала на Кубке мира и на чемпионате Азии в Чанчуне заняла 1-е место в забеге на 3000 м и 3-е место на 5000 м. На зимних Азиатских играх в Чанчуне выиграла серебряную медаль на дистанции 3000 м. В феврале на чемпионате мира в Херенвене заняла 19-е место в многоборье.
В марте 2007 также дебютировала на чемпионате мира на отдельных дистанциях в Солт-Лейк-Сити, где заняла лучшее 6-е место в командной гонке, а через год заняла 4-е место в этой дисциплине в Нагано. В сезоне 2008/09 на этапе Кубка мира в Берлине впервые заняла 3-е место в забеге на 3000 м. На чемпионате Азии в Томакомаи выиграла "золото" в сумме многоборья.
Масако была чемпионом Азии ещё в 2010 и 2013 годах, а также серебряным призёром в 2011 году. На чемпионате мира в классическом многоборье в Хамаре поднялась на 4-е место в сумме многоборья, а на чемпионате мира на отдельных дистанциях в Ванкувере впервые завоевала бронзовую медаль в командной гонке преследования.
В сезоне 2009/10 она выиграла на чемпионате Японии в забеге на 3000 м, следом на Кубке мира в Берлине заняла 2-е место опять на дистанции 3000 м и прошла квалификацию на олимпиаду 2010 года на дистанции 3000 м, заняв в Нагано 1-е место. В феврале 2010 года на зимних Олимпийских играх в Ванкувере выиграла серебряную медаль в командной гонке вместе с Нао Кодайрой и Маки Табатой, уступив немкам всего 0,2 сек на финишной ленте.
В 2011 году Масако Ходзуми впервые стала чемпионом Японии в многоборье, второй раз победила в забеге на 3000 м. На 7-х зимних Азиатских играх в Астане завоевала две золотые медали на дистанциях 3000 м и 5000 м и заняла 2-е место в масс-старте. На чемпионате мира в Калгари заняла 11-е место в многоборье и в марте на чемпионате мира в Инцелле стала 4-й в забеге на 5000 м.
В сезоне 2012/13 Масако вновь выиграла чемпионат Японии в забеге на 3000 м и в многоборье. На чемпионате мира в Хамаре заняла 8-е место в сумме многоборья. В сезоне 2013/14 она стала чемпионом Японии впервые в беге на 5000 м, заняла 2-е места на дистанциях 3000 и 5000 м на олимпийском отборе в Нагано и на зимних Олимпийских играх в Сочи заняла 21-е место в забеге на 3000 м и 13-е на 5000 м. 22 апреля 2014 года объявила о завершении карьеры.

## Личная жизнь
Масако Ходзуми в 2014 году в качестве временного работника работала в отделе спортивного продвижения, а с октября того же года полностью 
стала временным работником города Титосе.